# العلاقات الإسرائيلية الإيرانية
يمكن تقسيم العلاقات الإيرانية الإسرائيلية إلى خمس مراحل رئيسية: الفترة بين عامي 1947-1953، والفترة الودية خلال عهد سلالة بهلوي، والفترة المتدهورة منذ الثورة الإيرانية عام 1979 وحتى عام 1990، وفترة العداء التي بدأت مع نهاية حرب الخليج الأولى وتصاعدت مع الصراع بالوكالة بين البلدين، وأخيرًا، في إطار تبعات عملية طوفان الأقصى حيث تحول الصراع بين الدولتين إلى صراع مباشر ليصل إلى ذروته في الحرب الإيرانية الإسرائيلية.
في عام 1947، كانت إيران ضمن الدول الثلاث عشرة التي صوتت ضد خطة قرار الأمم المتحدة لتقسيم فلسطين. بعد ذلك بعامين، صوتت إيران أيضًا ضد قبول إسرائيل في الأمم المتحدة. ومع ذلك، كانت إيران ثاني دولة ذات غالبية مسلمة تعترف بإسرائيل باعتبارها دولة ذات سيادة بعد تركيا. وبعد انقلاب عام 1953، الذي أعاد تعيين محمد رضا بهلوي المؤيد للغرب في السلطة، تحسنت العلاقات بين الطرفين بشكل ملحوظ.
بعد ثورة عام 1979، قطعت إيران جميع العلاقات الدبلوماسية والتجارية مع إسرائيل، ولم تعترف حكومتها الإسلامية بشرعية إسرائيل كدولة. بدأ التحول من السلام الفاتر إلى العداء في أوائل تسعينيات القرن العشرين، بعد وقت قصير من انهيار الاتحاد السوفييتي وهزيمة الجيش العراقي خلال عملية عاصفة الصحراء، التي انتقلت بعدها القوة النسبية في الشرق الأوسط إلى إيران وإسرائيل. 
تصاعد الصراع في أوائل التسعينيات، حين تبنت حكومة إسحق رابين موقفًا أكثر عدوانية تجاه إيران وتطويرها لبرنامجها النووي. احتدم الصراع الخطابي خلال رئاسة محمود أحمدي نجاد، الذي أدلى بتصريحات معادية لإسرائيل، ودعوات لمحوها.  تشمل العوامل الأخرى التي ساهمت في تصعيد التوترات تطوير إيران التكنولوجيا النووية حسب مبدأ بيغن الإسرائيلي القديم (الذي ينص على سياسية الحرب الوقائية). في هذه الفترة، تبنت إيران سياسة دعم جماعات مسلحة معادية لإسرائيل في المنطقة مثل حزب الله في لبنان وحماس والجهاد الإسلامي الفلسطيني في غزة، وجماعة الحوثي في اليمن مع تطور محور المقاومة، الذي أصبح أحد أسس السياسة الإيرانية في التصدي لإسرائيل.
وفقًا للتقارير الإعلامية، كانت إيران متورطة في هجمات إرهابية ضد يهود حول العالم مثل هجوم عام 1992 على السفارة الإسرائيلية في بوينس آيرس وتفجير آميا في عام 1994. كما يدعى أن إسرائيل كانت تدعم جماعات مثل مجاهدي خلق إيران وجند الله، بالإضافة إلى تنفيذ عمليات سرية في إيران، بما في ذلك الاغتيالات والانفجارات.
في العقدين الأولين من القرن الحادي والعشرين، استمر التوتر بين البلدين في التصاعد، خاصةً مع تقدم البرنامج النووي الإيراني وفرض المجتمع الدولي عقوبات صارمة على طهران. شهدت هذه الفترة عمليات اغتيال لعلماء نوويين إيرانيين نسبت إلى إسرائيل، وتبادل هجمات سيبرانية. ومنذ اندلاع الحرب الأهلية السورية عام 2011، عززت إيران وجودها العسكري في سوريا عبر إرسال الحرس الثوري ودعم ميليشيات شيعية، مما سمح لها بالتمركز قرب حدود الجولان. هذا التمركز شكل تهديدًا استراتيجيًا لإسرائيل، خاصة مع محاولات إيران إقامة جسر بري يربطها بلبنان لنقل الأسلحة لحزب الله. ردًا على ذلك، كثفت إسرائيل ضرباتها الجوية ضد أهداف إيرانية في سوريا لمنع ترسيخ الوجود الإيراني وعرقلة نقل الأسلحة.
شهدت العلاقات بين البلدين تصعيدًا غير مسبوق منذ عملية طوفان الأقصى التي أطلقتها حركة حماس في 7 أكتوبر 2023. هذا الحدث شكّل نقطة تحوّل استراتيجية في المواجهة، إذ اتهمت إسرائيل إيران بتقديم الدعم المالي والعسكري لحماس، واعتبرت طهران مسؤولة بشكل غير مباشر عن الهجوم الدامي الذي أودى بحياة أكثر من ألف إسرائيلي.
رداً على ذلك، صعّدت إسرائيل عملياتها ضد وكلاء إيران في المنطقة، ونفذت غارات نوعية استهدفت قادة في الحرس الثوري الإيراني داخل سوريا، وصولاً إلى اغتيال شخصيات بارزة مرتبطة بإيران. في المقابل، أقدمت إيران في أبريل 2024 على تنفيذ أول هجوم مباشر من أراضيها ضد إسرائيل باستخدام أكثر من 300 طائرة مسيّرة وصواريخ، في عملية أُطلق عليها "الوعد الصادق"، وقد اعتُبرت هذه العملية نقطة تحوّل في طبيعة الاشتباك بين الطرفين، حيث انتقلت المواجهة من "حرب الظل" إلى مواجهة عسكرية مباشرة. تواصلت التوترات مع تنفيذ إسرائيل عملية اغتيال داخل إيران، وردّت إيران بهجمات صاروخية جديدة في أكتوبر 2024، شملت إطلاق صواريخ وطائرات مسيّرة. بلغ التصعيد ذروته في يونيو 2025 عندما شنت إسرائيل ضربات جوية واسعة النطاق وغير مسبوقة على منشآت نووية وعسكرية إيرانية، وردّت إيران بإطلاق صواريخ باليستية على إسرائيل، ما أدى إلى الحرب الإيرانية الإسرائيلية. 

## الخط الزمني للعلاقات

### خلفية تاريخية قبل الزمن الحديث
تعود بدايات التاريخ اليهودي في إيران إلى أواخر العصور التوراتية. تحتوي أسفار إشعيا، ودانيال، وعزرا، ونحميا، وأخبار الأيام، وأستير في الكتاب المقدس على مراجع لحياة اليهود وتجاربهم في بلاد فارس. في كتاب عزرا، يُنسب إلى الملك الفارسي كورش الكبير السماح لليهود وتمكينهم من العودة إلى أورشيلم (القدس حاليًا) وإعادة بناء هيكلهم؛ أُعيد بناء الهيكل، إذ جاء في الكتاب المقدس: «وكان شيوخ اليهود يبنون وينجحون حسب حجي النبوة والنبي زكريا ابن عدو. فبنوا وأكملوا حسب أمر إله إسرائيل وأمر كورش وداريوس وارتحششتا ملك فارس» (سفر عزرا 6:14). يُقال إن هذا قد وقع في أواخر القرن السادس قبل الميلاد، في الوقت الذي وُجد مجتمع يهودي راسخ ومؤثر في بلاد فارس. عاش اليهود الفارسيون في أراضي إيران اليوم لأكثر من 2700 سنة، منذ الشتات اليهودي الأول حين غزا شلمنصر الخامس مملكة إسرائيل (الشمالية) (722 قبل الميلاد) وأُرسل الإسرائيليين إلى الأسر في خراسان. في عام 586 قبل الميلاد، نفى البابليون مجموعات كبيرة من اليهود في منطقة يهودا وأرسلوهم إلى الأسر البابلي. عاش اليهود الذين هاجروا إلى بلاد فارس القديمة في مجتمعاتهم الخاصة.

## منذ قيام دولة إسرائيل وحتى الثورة الإيرانية (1947-1979)
في عام 1947، كانت إيران واحدة من الدول الإحدى عشرة التي اختيرت لتشكيل لجنة خاصة لفلسطين (لجنة اليونسكوب) للتوصية بحل لقضية الانتداب على فلسطين. بعد الكثير من المشاورات، قدمت اللجنة خطة التقسيم لفلسطين، التي حظيت بدعم ثمانية أعضاء من أصل أحد عشر عضوًا في اللجنة. عارضت إيران إلى جانب الهند ويوغوسلافيا الخطة، مع التنبؤ بأنها ستؤدي إلى تصاعد العنف. صوتت إيران ضد خطة التقسيم عندما تبنتها الجمعية العامة للأمم المتحدة، قائلة إن الحفاظ على السلام لا يمكن أن يتحقق إلا من خلال دولة اتحادية واحدة. توقع شاه إيران، محمد رضا بهلوي، أن يؤدي التقسيم إلى قتال يستمر لأجيال.
منذ قيام دولة إسرائيل في عام 1948 وحتى الثورة الإيرانية وسقوط سلالة بهلوي في عام 1979، حافظت إسرائيل وإيران على علاقات وثيقة. كانت إيران ثاني دولة ذات غالبية مسلمة تعترف بإسرائيل دولةً ذات سيادة بعد تركيا. نظرت إسرائيل إلى إيران على أنها حليف طبيعي باعتبارها دولة غير عربية على حافة العالم العربي، وفقًا لمفهوم ديفيد بن غوريون لتحالف المحيط. كان لإسرائيل وفد دائم في طهران اعتُبر سفارةً بحكم الأمر الواقع، قبل تبادل السفراء في أواخر سبعينيات القرن العشرين لغاية 1979.
بعد حرب الأيام الستة، زودت إيران إسرائيل بجزء كبير من احتياجاتها النفطية، وشُحن النفط الإيراني إلى الأسواق الأوروبية عبر خط الأنابيب الإسرائيلي الإيراني المشترك إيلات-عسقلان. استمرت التجارة النشطة بين البلدين حتى عام 1979، مع نشاط شركات البناء والمهندسين الإسرائيليين في إيران. نظمت شركة العال الوطنية الإسرائيلية رحلات مباشرة بين تل أبيب وطهران. احتُفظ بالروابط والمشاريع العسكرية الإيرانية الإسرائيلية سرًا، ولكن يُعتقد أنها كانت واسعة النطاق، مثل المشروع العسكري المشترك المُسمى «مشروع الوردة» (1977-1979)، وهو محاولة إيرانية إسرائيلية لتطوير صاروخ جديد.

### الديون
لم تُدفع الديون المستحقة لإيران من إسرائيل، والبالغة مليار دولار، مقابل الأعمال التي نُفّذت قبل الثورة الإيرانية. يأتي بعض الدين من النفط الذي اشترته إسرائيل، وينشأ مبلغ أكبر من تشغيل خط أنابيب النفط عبر إسرائيل ومرافق الموانئ المرتبطة به، والتي كانت مشروعًا مشتركًا بين الشركات الإسرائيلية وشركة النفط الإيرانية الوطنية. قرر مجلس الوزراء الإسرائيلي عدم دفع الدين في اجتماع عام 1979 ومنح تعويضًا قانونيًا للشركات الإسرائيلية المستحقة إياه. من المعروف أن حسابًا مصرفيًا إسرائيليًا واحدًا على الأقل يمتلك 250 مليون دولار ديون مستحقة لإيران. منذ ثمانينيات القرن العشرين، رفعت إيران دعاوى قضائية في المحاكم الأوروبية لسداد الديون وفازت بعدة قضايا. لكن يعد دفع الدين معقدًا قانونيًا بسبب العقوبات الدولية ضد إيران وحقيقة أن إسرائيل تصنف إيران دولةً معادية. في مايو عام 2015، أمرت محكمة أوروبية شركة أنابيب إيلات عسقلان بدفع 1.1 مليار دولار لإيران، وهو ما رفضته إسرائيل.

### تحت حكم الخميني (1979–1989)
خلال حملة آية الله الخميني للإطاحة بالشاه محمد رضا بهلوي، طرأت مشكلة بين إيران وإسرائيل، التي كانت لها علاقات حميمة نسبيًا مع الشاه. أعلن الخميني إسرائيل «عدوًا للإسلام» و«الشيطان الصغير»، وسُميت الولايات المتحدة «الشيطان الأكبر».
قطعت إيران جميع علاقاتها الرسمية مع إسرائيل مباشرةً بعد الثورة الإيرانية عام 1979 التي شهدت قيام الجمهورية الإسلامية. تبنت التصريحات الرسمية، والمؤسسات الحكومية، والأحداث والمبادرات الخاضعة للعقوبات، موقفًا حادًا مناهضًا للصهيونية. أُغلقت السفارة الإسرائيلية في طهران بعد قطع العلاقات الدبلوماسية في 18 فبراير، وسُلّمت إلى منظمة التحرير الفلسطينية.

### الدعم اللوجستي الإسرائيلي لإيران خلال الحرب الإيرانية العراقية (1980-1988)
باعت إسرائيل إيران أسلحةً بقيمة 75 مليون دولار أمريكي من مخزونات الصناعات العسكرية الإسرائيلية، وصناعات الطائرات الإسرائيلية، ومخزونات الجيش الإسرائيلي، في عملية صدف البحر في عام 1981. تضمنت المواد 150 مدفعًا مضادًا للدبابات من طراز إم 40 مع 24,000 قذيفة لكل منها، وقطع غيار لمحركات الدبابات والطائرات، وقذائف عيار 106 مم، و130 مم، و203 مم، و175 مم، وصواريخ تاو. نُقلت هذه المواد أولًا عن طريق شركة خطوط النقل الجوية الأرجنتينية في ريو دلابلاتا ثم عن طريق السفن بعد ذلك. في ذات العام، قدمت إسرائيل دعمًا عسكريًا فعالًا ضد العراق من خلال تدمير مفاعل أوزيراك النووي بالقرب من بغداد، الذي استهدفه الإيرانيون أنفسهم سابقًا، ولكن المبدأ التي أنشأه الهجوم (مبدأ بيغن للحرب الوقائية) زاد الصراع المحتمل في السنوات المقبلة.
بلغت مبيعات الأسلحة لإيران ما يقدر بنحو 500 مليون دولار منذ عام 1981 وحتى عام 1983 وفقًا لمعهد جاف للدراسات الاستراتيجية في جامعة تل أبيب. دُفع معظمها عن طريق النفط الإيراني الذي نُقل إلى إسرائيل. وفقاً لأحمد حيدري، وهو تاجر أسلحة إيراني يعمل لدى حكومة الخميني، «إن 80% تقريبًا من الأسلحة التي اشترتها طهران فور نشوب الحرب صُنعت في إسرائيل».

### تزايد التوترات (منذ عام 1989 وحتى الوقت الحاضر)

#### المرشد الأعلى آية الله علي خامنئي
في ديسمبر عام 2000، وصف آية الله علي خامنئي إسرائيل بأنها «ورم سرطاني» يجب إزالته من المنطقة. في عام 2005، أكد أن «فلسطين ملك للفلسطينيين، وأن مصير فلسطين أيضًا يجب أن يحدده الشعب الفلسطيني». في عام 2005، أوضح خامنئي موقف إيران بعد اندلاع ضجة دولية بسبب تعليق نُسب إلى الرئيس أحمدي نجاد مفاده أنه ينبغي «محو إسرائيل من الخريطة» بالقول إن «الجمهورية الإسلامية لم تهدد ولن تهدد أي دولة أبدًا».

### فترة رئاسة أحمدي نجاد (2005-2013)
مع انتخاب محمود أحمدي نجاد، وهو متعصب للسياسية الإيرانية، أصبحت علاقات الدول متوترة بشكل متزايد، إذ أصبحت الدول منخرطة في سلسلة من الصراعات بالوكالة وتنفذ عمليات سرية ضد بعضها.
خلال حرب لبنان عام 2006، يُعتقد أن الحرس الثوري الإيراني ساعد مقاتلي حزب الله بشكل مباشر في هجماتهم على إسرائيل. أشارت مصادر متعددة إلى مشاركة المئات من عناصر الحرس الثوري في إطلاق الصواريخ على إسرائيل خلال الحرب، وتأمين صواريخ بعيدة المدى لحزب الله. زُعم أن نشطاء الحرس الثوري شُوهدوا يعملون علانية في مواقع حزب الله الأمامية خلال الحرب. بالإضافة إلى ذلك، زُعم أن عناصر الحرس الثوري أشرفوا على هجوم حزب الله على فرقيطة آي إن إس هانيت بصاروخ سي 802 المضاد للسفن. أدى الهجوم إلى إلحاق أضرار بالغة بالسفينة الحربية وقتل أربعة من أفراد الطاقم. زُعم أن ما بين ستة إلى تسعة من نشطاء الحرس الثوري قُتلوا على يد الجيش الإسرائيلي خلال الحرب. طبقًا لوسائل الإعلام الإسرائيلية، فقد نُقلت جثثهم إلى سوريا ومن هناك نُقلت جوًا إلى طهران.

## فترة حسن روحاني (2013–2021)
في 2020، أقر مجلس الشورى الإسلامي خطة لمواجهة أعمال إسرائيل العدائية.

## الهجوم الإيراني على إسرائيل (2024)
أكد الجيش الإسرائيلي، مساء اليوم السبت، أن إيران أطلقت أكثر من 100 طائرة مسيرة محملة بالمتفجرات من أراضيها باتجاه الأراضي الإسرائيلية، وقال المتحدث باسم الجيش الإسرائيلي: "سوف يستغرق وصول الطائرة إلى إسرائيل عدة ساعات، ويُطلب من الجمهور توخي اليقظة واتباع تعليمات الجبهة الداخلية يأمر". وتابع: "سنحاول منع الطائرات بدون طيار من الوصول إلى أراضي إسرائيل..سنتعامل مع المسيرات الإيرانية فور وصولها لكن ننبه إلى أن الدفاع لن يكون 100%". ونقلت شبكة "سي إن إن" عن مسؤول عسكري إسرائيلي أن الجيش الإسرائيلي يعتزم اعتراض الطائرات المسيرة التي أطلقتها إيران، قبل أن تصل إلى الأجواء الإسرائيلية. وأشار المتحدث باسم الجيش الإسرائيلي إلى أن خدمات GPS غير متاحة في مواقع عدة بالبلاد وتم التشويش عليها بشكل مركز ومؤقت. هذا وأكد مسؤولون إسرائيليون أن عشرات الطائرات بدون طيار أطلقت من الأراضي الإيرانية باتجاه إسرائيل. كما أعلنت هيئة البث الرسمية الإسرائيلية أن إيران بدأت هجوما على إسرائيل بعشرات الطائرات المسيرة، ومن المتوقع وصولها خلال الساعات القليلة إلى الأجواء الإسرائيلية.
وقال شهود عيان لـ"سكاي نيوز عربية"، إنهم شاهدوا طائرات مسيّرة فوق محافظتي ميسان والناصرية العراقيتين، تحلق على ارتفاع منخفض جدا.
ويأتي الهجوم ردا على ضربة إسرائيلية استهدفت مقرا دبلوماسيا إيرانيا في دمشق قبل أيام، وقتلت ضباطا بارزين في الحرس الثوري.
وفي 14 أبريل 2024 كشفت وسائل إعلام أميركية وإسرائيلية أن إيران أطلقت في هجومها على إسرائيل ما يزيد على 330 مسيرة وصاروخا بواقع "185 طائرة مسيرة و110 صواريخ أرض - أرض و36 صاروخ كروز". وأدعى المتحدث باسم الجيش الإسرائيلي أن إسرائيل اعترضت 99% من القذائف التي أطلقتها إيران نحو الأراضي الإسرائيلية مشددا على أنه إنجاز استراتيجي مهم جدا. أفادت وسائل إعلام عبرية أن إسرائيل تكبدت قرابة مليار دولار كتكلفة لاعتراض الهجوم الإيراني الذي استمر نحو 5 ساعات. وتزعم إسرائيل أن الهجمات لم تلحق أضرار تذكر جراء الهجوم الإيراني فيما قالت إذاعة الجيش الإسرائيلي إن بعض الصواريخ الباليستية الإيرانية تسببت بأضرار طفيفة بالبنية التحتية. قال وزير الخارجية الإيراني حسين أمير عبد اللهيان، إن إيران أبلغت الولايات المتحدة أن هجماتها ضد إسرائيل ستكون "محدودة" للدفاع عن النفس، مؤكدا أن القوات الإيرانية لم تضرب أهدافاً سكنية في إسرائيل وكانت عملياتها دقيقة. وأفادت وسائل إعلام غربية أن الرئيس الأميركي جو بايدن أبلغ رئيس الوزراء الإسرائيلي بنيامين نتيناهو معارضته أي هجوم إسرائيلي سريع مضاد على هجوم إيران. ونقلت شبكة "سي إن إن" أن وزير الدفاع الأميركي لويد أوستن طلب من نظيره الإسرائيلي يوآف جالانت، إبلاغ القيادة الأميركية بأي رد إسرائيلي محتمل على الهجوم الإيراني. وفي 15 أبريل 2024 قالت هيئة البث الإسرائيلية إن إسرائيل قررت الرد بشكل "حاسم وواضح" على الهجوم الإيراني، لافتةً إلى أن الرد الإسرائيلي سيكون بطريقة لا تؤدي إلى اشتعال المنطقة. ونقل موقع "أكسيوس" الإخباري أن وزير الدفاع الإسرائيلي أبلغ نظيره الأميركي أن إسرائيل ليس أمامها خيار سوى الرد على الهجوم الإيراني غير المسبوق. وأكدت الولايات المتحدة عزمها على تجنّب تمدّد النزاع وعدم التصعيد في منطقة الشرق الأوسط لكنها شددت على مواصلتها الدفاع عن إسرائيل وحماية طواقمها في المنطقة.
وفي 16 أبريل 2024 شنت إسرائيل هجوماً دبلوماسياً على إيران وتحدثت مع العشرات من وزراء الخارجية والشخصيات البارزة في جميع أنحاء العالم ودعت 32 دولة إلى فرض عقوبات على مشروع الصواريخ الإيراني وإعلان الحرس الثوري منظمة إرهابية. وكشفت صحيفة "واشنطن بوست" الأميركية، أن الرد الإسرائيلي على الهجوم الإيراني "قد لا يكون عسكريا" وربما يكون هجوما إلكترونيا.ونقلت شبكة "NBC News" عن مسؤولين أميركيين أن الرد الإسرائيلي المحتمل قد يتضمن تنفيذ ضربات ضد القوات الإيرانية و"وكلاء مدعومين من طهران" خارج إيران.
وفي 19 أبريل 2024 أفادت وسائل إعلام إيرانية بسماع دوي انفجارات في مدينة أصفهان، وسط إيران، بينما قال مسؤولون أميركيون وإسرائيليون إن الحديث يجري عن ضربة إسرائيلية ضد أهداف إيرانية رداً على الهجوم الإيراني الأخير.وأعلن المتحدّث باسم وكالة الفضاء الإيرانيّة حسين داليريان أنه تم إسقاط مُسيّرات عدّة وأنّه ليس هناك هجوم صاروخي في الوقت الحالي على البلادوأعلن التلفزيون الرسمي الإيراني أن المنشآت النووية الإيرانية لم تتعرض لأي ضرر وأن المنشآت النووية القريبة من أصفهان آمنة تماماً.وعلى خلاف الرواية الإيرانية نقلت صحيفة "جيروزاليم بوست" عن مصدر إسرائيلي أن الهجوم الإسرائيلي نفذته طائرات بصواريخ بعيدة المدى ولم يكن بمسيرات أو صواريخ أرض جو، مشيرا إلى أن الهجوم استهدف قاعدة عسكرية قريبة من موقع نووي إيراني بأصفهان.ونقلت صحيفة "واشنطن بوست" الأميركية عن مسؤول إسرائيلي أن الهدف من الضربة إرسال رسالة بأن إسرائيل قادرة على ضرب الداخل الإيراني، فيما أفادت وسائل إعلام أميركية بأن الولايات المتحدة تلقّت معلومات مسبقة عن الهجوم الإسرائيلي لكنها لم توافق عليه ولم تشارك في تنفيذه.وذكرت مصادر إسرائيلية لصحيفة "جيروزاليم بوست" أن إسرائيل شنت الهجوم على إيران لكنها لن تعلن مسؤوليتها عنه "لأسباب استراتيجية".وأكد سيرغي لافروف وزير الخارجية الروسي، أن اتصالات هاتفية تمت بين المسؤولين في روسيا وإيران وإسرائيل تم خلالها إبلاغ الإسرائيليين أن إيران لا تريد التصعيد.
ردود الفعل
وأثار الهجوم الإيراني على إسرائيل ردود فعل عربية ودولية واسعة حيث أبدت العديد من الدول قلقها الشديد من تصاعد التوتر في الشرق الأوسط بينما نددت الدول الغربية واليابان بالهجوم الذي وصفوه بالمتهور ويهدد بإشعال التوتر وزعزعة الاستقرار في المنطقة. وندد الرئيس الأميركي جو بايدن، بالهجمات الإيرانية مؤكدا أن التزام أميركا تجاه إسرائيل لا يتزعزع مشيرا إلى أن القوات الأميركية ساعدت في إسقاط كل المسيّرات والصواريخ التي أطلقتها إيران على إسرائيل تقريباً. فيما قالت الخارجية الروسية إن هجوم إيران على إسرائيل جاء في إطار حق الدفاع عن النفس بموجب ميثاق الأمم المتحدة وندد حلف شمال الأطلسي "الناتو" بالهجوم الإيراني مشددا على ضرورة عدم خروج الصراع في الشرق الأوسط عن السيطرة. ودان قادة مجموعة السبع، بعد اجتماع عبر الفيديو، الهجوم الإيراني غير المسبوق مشددين على وجوب التزام جميع الأطراف بضبط النفس مؤكدين مواصلة الجهود لاحتواء التصعيد. قال الأمين العام للأمم المتحدة أنطونيو جوتيريش إن منطقة الشرق الأوسط على حافة الهاوية وشعوبها تواجه خطراً حقيقياً بنشوب صراع شامل مؤكدا أنه لا المنطقة ولا العالم يستطيعان تحمل نشوب حرب أخرى.
وفي 18 أبريل 2024 أعلنت كل من أميركا وبريطانيا فرض عقوبات على أفراد وشركات إيرانية شاركوا في إنتاج طائرات مسيرة استخدمتها طهران في هجومها الأخير على إسرائيل.وقرر الاتحاد الأوروبي فرض عقوبات جديدة على إيران تستهدف منتجي الطائرات المسيّرة والصواريخ. وفي 19 أبريل 2024 أثار الحديث عن شن إسرائيل هجوماً جوياً على أهداف عسكرية إيرانية ردود فعل عربية ودولية واسعة داعية إلى التهدئة وعدم التصعيد ووقف دوامة الانتقام في المنطقة. 
وفي 25 أبريل 2024 أعلنت الولايات المتحدة وبريطانيا، فرض حزمة جديدة من العقوبات على إيران تستهدف أكثر من 12 كياناً وفرداً وسفينة واحدة تسهل وتمول برنامج طهران للطائرات المسيرة والسلع الأولية التي استعانت بها روسيا خلال حربها ضد أوكرانيا.

## الصراع المباشر 2024-2025
بين عامي 2024 و2025، بلغت العلاقات بين إسرائيل وإيران ذروتها من التوتر والمواجهة العسكرية المباشرة، حيث تحولت المنطقة إلى ساحة صراع مفتوح بين الطرفين. في أبريل 2024، نفذت إيران أول هجوم مباشر من أراضيها ضد إسرائيل باستخدام أكثر من 300 طائرة مسيّرة وصواريخ باليستية في عملية سُميت "الوعد الصادق"، وقد تمكنت إسرائيل بمساعدة الولايات المتحدة من اعتراض معظم الهجوم، لكن الحدث اعتُبر نقطة تحول استراتيجية في طبيعة الاشتباك بين البلدين. تصاعدت الأحداث مع اغتيال إسماعيل هنية في طهران في يوليو 2024 في عملية نُسبت إلى إسرائيل، ثم تكررت الهجمات الإيرانية المباشرة في أكتوبر 2024 عبر دفعات جديدة من الصواريخ والطائرات المسيّرة من إيران وقواعد وكلائها في العراق واليمن وسوريا، وردّت إسرائيل بسلسلة ضربات استهدفت منشآت دفاع جوي ومصانع للطائرات المسيّرة ومنشأة نووية في بارشين.
بلغ التصعيد ذروته في يونيو 2025 عندما شنّت إسرائيل هجومًا جويًا واسع النطاق وغير مسبوق على عشرات الأهداف داخل إيران، شملت منشآت نووية وقواعد صواريخ باليستية وقادة عسكريين وعلماء نوويين، في عملية أُطلق عليها اسم "شعب كالأسد". ردت إيران بإطلاق صواريخ باليستية على إسرائيل في "عملية الوعد الصادق 3"، ما أدى إلى مقتل العشرات من المدنيين الإسرائيليين وإصابة المئات وأضرار واسعة في الممتلكات. تميزت هذه المواجهة بتكامل العمليات العسكرية التقليدية مع الهجمات السيبرانية، واعتُبرت أخطر مواجهة مباشرة بين إسرائيل وإيران منذ الثورة الإسلامية، إذ انتقلت الحرب من "حرب الظل" أو "الصراع بالوكالة" إلى صراع مكشوف ومباشر.
خلال هذه الفترة، عبّرت دول الخليج عن قلقها من إمكانية امتلاك إيران لسلاح نووي، ورفعت إسرائيل من وتيرة استعدادها العسكري والاستخباراتي، بينما واصلت إيران تطوير برنامجها النووي وتكثيف دعمها للفصائل المسلحة في المنطقة. تُجمع التحليلات على أن حرب 2025 شكّلت نقطة تحول تاريخية في مسار الصراع الإيراني-الإسرائيلي، مع تداعيات أمنية واستراتيجية واسعة على الشرق الأوسط بأكمله.